# André Schnura

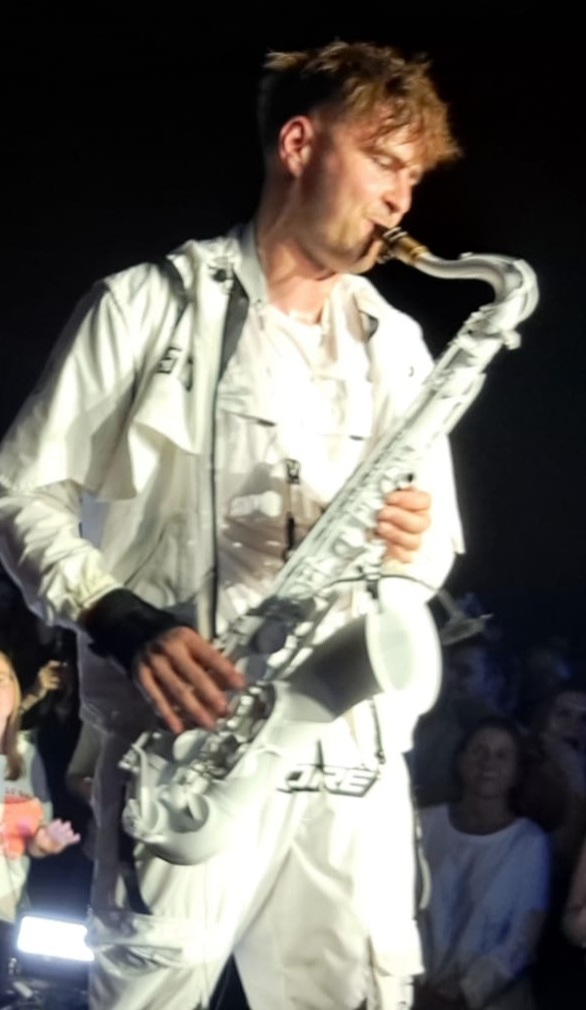
André Schnura am 17. Oktober 2024 in Köln

André Schnura (* 4. Juni 1993 in Leverkusen) ist ein deutscher Saxophonist. Er wurde bekannt während der Fußball-Europameisterschaft 2024, bei der er als „der Typ mit dem Saxophon“ in Fanzonen auftrat.

## Werdegang
Schnura studierte Jazz an der Kunsthochschule ArtEZ in Arnhem. Er arbeitete als Event-Saxophonist auf Hochzeiten und war 6 Jahre lang als Musiklehrer tätig, bevor er den Job verlor. Nach dem Eröffnungsspiel der Fußball-Europameisterschaft 2024 in München spielte er inmitten der Fanmenge im Olympiapark und wiederholte dies unter anderem bei den folgenden Deutschlandspielen. Videos dieser spontanen Auftritte gingen in sozialen Medien viral. Zahlreiche überregionale Medien berichteten daraufhin über seinen Werdegang. Nach der EM spielte er auf der Rückreise der deutschen Olympioniken aus Paris, im Rahmen eines Taylor-Swift-Konzerts und die Nationalhymne beim ELF-Finale auf Schalke. Außerdem eröffnete er das Wacken Open Air und hatte Gastauftritte bei den Festivals Parookaville und Open Beatz bei Timmy Trumpet und W&W. Im Herbst 2024 absolvierte er seine erste Deutschlandtournee. Silvester 2024 trat er im ZDF auf mit einem Hit-Medley. 

## Persönliches
Zu seinen Markenzeichen während seiner Auftritte gehören ein Retro-Trikot Rudi Völlers von der EM 1992, eine schwarze Sonnenbrille sowie Zigarette hinter dem Ohr. Im März 2020 verletzte er sich bei einem Unfall und konnte nicht mehr Saxophon spielen. In der Folge entwickelte er eine Angststörung, die erfolgreich psychiatrisch behandelt wurde. Schnura engagiert sich für die Toni Kroos Stiftung. Ein Teilerlös der von ihm vertriebenen Saxophone seiner eigenen Marke kommt der Stiftung zugute. Ebenso versteigerte er dafür sein bei der EM verwendetes Instrument.

## Diskografie

### Alben
- 2017: Hstry

### Singles
- 2023: Visions
- 2023: Drop It Like A Bomb
- 2023: One Rave
- 2023: Good Night
- 2023: Medicine
- 2023: Roller
- 2023: Attack
- 2023: Waldbeeren Lillet
- 2023: They Love It When I Turn Up The Bass
- 2024: Love Story
- 2024: Maybe
- 2024: Freed from Desire (Sax Version) (mit Noisetime)
- 2024: Danza Kuduro (Remix) (mit Axmo & W&W)
- 2025: What You Gonna Do